# Ini Kamoze
Ini Kamoze (uttal: 'aɪni kəˈmoʊzi), egentligen Cecil Campbell, född 9 oktober 1957 i Port Maria, Saint Mary Parish i Jamaica, son till en polisinspektör (som övergav familjen) och en fabriksarbeterska, är en jamaicansk reggaesångare som debuterade 1984 med mini-LP:n Ini Kamoze på skivbolaget Island Records. På mini-LP:n fanns bland annat låten "World A Music", som återanvändes av hans landsman Damian Marley år 2005 i världshiten "Welcome To Jamrock" – en låt som belönades med en Grammy Award året därpå.

## Biografi
Ini Kamoze besökte ofta Kingstons inspelningsstudior som tonåring och blev inte sällan handgripligen utkastad när han smugit sig in. När reggaen slog igenom på 1970-talet fick han som så många andra i sin generation ändå aldrig möjligheten att provsjunga. Kamoze flyttade därför till utkanten av Jamaicas näst största stad Spanish Town och slöt sig till ett rastafari-samfund där. I början av 1980-talet återkom han till Kingston, och fick nu tillträde till musikbranschen eftersom blivit studioteknikern, musikproducenten, radioprogramledaren och reggaeartisten Mikey "Dread at the Control" Campbells adept. Ini Kamozes första mini-LP innehöll sex låtar och togs väl emot.
År 1994 spelade Ini Kamoze in den låt som blivit något av hans kännemärke: "Here Comes The Hotstepper". Ini Kamoze fick snart smeknamnet "Hotstepper", som på jamaicansk engelska står för en man på flykt undan lagen. Låten kom sedan att användas som soundtrack till den av Robert Altman regisserade filmen Prêt-à-Porter 1994, en satir över modeindustrin med bland andra Sophia Loren och Kim Basinger i två av huvudrollerna. Låten "Here Comes The Hotstepper" ses fortfarande som en av dancehall-genrens mest kända, med det till många andra låtar och sammanhang kopplade koruset och svaret "Here come de hotstepper – Murderer!" i slutet. 

## Diskografi

### Studioalbum
- 1984 – Ini Kamoze (Island Records)
- 1984 – Statement (Mango)
- 1984 – Pirate (Mango)
- 1988 – Shocking Out (RAS Records)
- 1995 – Lyrical Gangsta (East West Records)
- 2009 – 50 51 Rule (9 Sounds Klik)

### Samlingsalbum
- 1992 – 16 Vibes of Ini Kamoze (Sonic Sounds)
- 1995 – Here Comes the Hotstepper (Columbia Records)
- 2006 – Debut (2xCD, 9 Sounds Klik)[5]